# Université de Victoria (Australie)
Pour les articles homonymes, voir Université de Victoria et Université Victoria (homonymie).
L'université de Victoria est une université publique à Melbourne en Australie.

## Histoire
L'université Victoria a été fondée en tant qu'université en 1992. L'université est partenaire avec l'Université de Liaoning en Chine.